# عبد الناصر الجوهري
عبد الناصر الجوهري، شاعر مصري من مواليد 1970. حاصل على الليسانس في الحقوق من جامعة المنصورة. صدر له حتى الآن أكثر من خمسة عشر دواوينًا شعريًا ومسرحيتين من النص الطويل. حصل على عدة جوائز آخرها كانت جائزة شعر الفصحى من اتحاد كتاب مصر في عام 2016، كما أنه عضو مجلس إدارة نقابة اتحاد كتاب مصر عام  2018 /2020، استضافه المنتدى الصيني العربي – الدورة الأولى – الابداع على طريق الحرير الجديد بالقاهرة – 2018.

## سيرته الأدبية
ولد عبد الناصر أحمد الجوهري محمد في محافظة الدقهلية، مصر بتاريخ 28 يوليو 1970. ودرس في جامعة المنصورة وحصل على ليسانس في الحقوق عام 2017. يشغل عضوية النقابة العامة لاتحاد كتاب مصر، وجمعية الأدباء، عضو إتيليه القاهرة، ورابطة الأدب الإسلامي العالمية، كما أنه محاضر مركزي في الهيئة العامة لقصور الثقافة في مصر. وقد ضمته الهيئة العامة لقصور الثقافة ضمن معجم الأدباء عام 2004، كما كان ضمن الشعراء الذين ضمهم دليل اتحاد كتاب مصر عام 2006، وقد ضمته أيضا الموسوعة الكبرى للشعراء العرب بالمغرب عام 2016، من الشعراء المعاصرين الذين ضمهم معجم البابطين للشعراء العرب المعاصرين في طبعته الثالثة - المجلد الثامن عام 2014 م - الكويت، وله أكثر من خمسة عشر ديوانا شعريًّا منها ديوان «صرخة لا تجف» الصادرة عن الهيئة العامة المصرية للكتاب في عام 2015، كما أصدر أكثر من مسرحيتين شعريتين منها مسرحية «الشمس تلملم أسمالها» الصادرة عن الهيئة العامة لقصور الثقافة عام 2003 و«في الواق واق» عن سلسة أدب الجماهير.
شارك الجوهري في مسابقات شعرية وحصل على جوائز عديدة منها جائزة شعر الفصحى في مسابقة إقليم شرق الدلتا الثقافي في مصر عام 2000، والجائزة الأدبية المركزية عن الهيئة العامة لقصور الثقافة في مصر عام 2005، وجائزة جمعية الأدباء بالقاهرة عام 2005، وجائزة نادي تراث الإمارات عام 2003، وجائزة شعر الفصحى من اتحاد كتاب مصر في عام 2016، وغيرهم من الجوائز. كما أنه قد تم اختياره ضمن أفضل 35 شاعرا بالوطن العربي في مسابقة «أمير الشعراء» الإماراتية في عام 2008. يتطرق الجوهري في أشعاره إلى مواضيع عديدة منها العشق والرومانسية الحالمة مثل قصيدته «وردةٌ كخطاب»، والشعر المقاوم واستلهام الموروث حيث يتحدث فيه عن الوطن وحب الوطن مثل قصيدته «الشِّعْرُ ذاكرةُ الغضبِ»، وأيضا عن قضايا الشعر العربي وهمومه.

## أعماله
بعض من أعماله تشمل الذي يلي:

### قصائد شعرية
- حفريَّاتٌ قد تدلُّ عليكِ
- الشِّعْرُ ذاكرةُ الغضبِ
- حيِّزٌ مِنْ فراغي المُعلَّب
- خيالُ المآتة ما يُفْزعُ الغربانَ
- بُوْحي
- دنا الشَّوقُ قبْلي
- أنا شاعرُ البحْر الصَّغير

### مجموعات شعرية
- الشجوُ يغتال الربيع، طبعة أولى نشر خاص، 1999

- حبَّاتٌ من دموع القمر، طبعة أولى نشر خاص، 2002

- لا عليكِ، مجموعة شعرية، مايو 2006

- المهرجُ لا يستطيع الضحك، ديسمبر 2006

- لمن تهدرين شجوني؟، ديسمبر 2006

- مكلومٌ هدَّه الشوق، يوليو 2007

- ماذا الآن أُسمِّيكِ؟، ديسمبر 2008
- صرخة لا تجف، الهيئة العامة المصرية للكتاب، 2015
- دعوى لم ترفع بعد، دار العماد للنشر والتوزيع، 2015
- علي باب الميلحة، دار يسطرون للطبع والنشر والتوزيع، 2016
- حديث البراءة، دار يسطرون للطبع والنشر والتوزيع، 2016
- أعدك ألا أحبك، دار يسطرون للطبع والنشر والتوزيع، 2016
- برزح يليق بالعشق، دار يسطرون للطبع والنشر والتوزيع، 2016
- موءودة لا تجيد الصراخ، الهيئة العامة المصرية للكتاب، 2017
- من وريقات الحنين، الهيئة العامة المصرية للكتاب، 2020
- ناسك في محراب الشعر، 2008 (مشترك مع آخرين)
- الفصحى في مصر، دار يسطرون للطبع والنشر والتوزيع، 2015 (مشترك مع آخرين)
- قصيدة الوطن، دار يسطرون للطبع والنشر والتوزيع، 2019 (مشترك مع آخرين)

### مسرحيات شعرية
- الشمس تلملم أسمالها، الهيئة العامة لقصور الثقافة، 2003
- في الواق واق، سلسة أدب الجماهير، 2009

### كتاب في النقد
- أقلام تحلق في سماء الوطن، 2007

## جوائزه
- جائزة شعر الفصحى في مسابقة شرق الدلتا الثقافي، 2000
- جائزة شعر الفصحى في المسابقة الأدبية بمجلة النصر العسكرية، 2001
- جائزة المسابقة الأدبية التي أقامتها الإدارة العامة لثقافة المرأة التابعة للهيئة العامة لقصور الثقافة في شعر الفصحى، 2003
- جائزة نادي تراث الإمارات، 2003
- الجائزة الأدبية المركزية، فرع ديوان، الشعر الفصحى بالهيئة العامة لقصور الثقافة، 2005
- جائزة المسابقة الأدبية والفنية التابعة لفرع ثقافة الدقهلية الشعر الفصيح، 2005
- جائزة المسابقة الثقافية التي أقامتها الإدارة العامة للأندية الاجتماعية والثقافية في شعر الفصحى، 2005
- جائزة المسابقة الأدبية التي أقامتها مركز سعد زغلول الثقافي في الدورة السابعة، 2006
- جائزة المريد الأدبية، 2007
- جائزة أفضل 35 شاعرا بالوطن العربي، مسابقة أمير الشعراء، 2008
- جائزة فارس الشعراء بقناة شاعر الرسول الفضائية، الإمارات، 2010
- جائزة شعر الفصحى من اتحاد كتاب مصر، 2016

## روابط خارجية
- حوار مع الشاعر عبد الناصر الجوهري في برنامج مصر جميلة.
- حوار مع الشاعر عبد الناصر الجوهري في برنامج شارع الكلام على قناة نيل الثقافية.